# Hàng Trống (phường)
Hàng Trống là một phường thuộc quận Hoàn Kiếm, thành phố Hà Nội, Việt Nam.
Phường Hàng Trống có diện tích 0,34 km², dân số năm 1999 là 8.344 người, mật độ dân số đạt 24.541 người/km².